# 日本製鉄鹿島火力発電所
日本製鉄鹿島火力発電所（にっぽんせいてつかしまかりょくはつでんしょ）は、茨城県鹿嶋市の日本製鉄東日本製鉄所鹿島地区にある火力発電所。隣接して鹿島共同火力鹿島共同発電所がある。

## 歴史
2007年に「住友金属鹿島火力発電所」として運用を開始した発電所であり、日本製鉄が電力卸供給事業（IPP事業）として東京電力に電力を供給している。
2号機の増設計画では、東京電力が実施した2012年度電力卸供給入札募集に対し、新日鐵住金と電源開発が共同で応札し、落札者となったことから、発電事業を実施する共同出資会社として、2013年12月に設立された鹿島パワーが当発電所構内に2号機を計画、2016年8月現在、建設に向けた環境アセスメントの手続きが行われている。2号機は2016年11月1日から建設を開始し、2020年7月1日に運転が始まった。

## 発電設備
- 敷地面積：約139,000m2

1号機
定格出力：50.7万kW
使用燃料：石炭
蒸気条件：超臨界圧（Super Critical）
営業運転開始：2007年6月
2号機
定格出力：64.5万kW
使用燃料：石炭
蒸気条件：超々臨界圧（Ultra Super Critical）
営業運転開始：2020年7月1日

## 東北地方太平洋沖地震による被害
2011年3月11日に発生した東北地方太平洋沖地震により、鹿島製鉄所とともに運転を停止。製鉄所の復旧作業に合わせ、3月25日に運転を再開、26日には100%稼動を達成した。

## アクセス
高速バス
- 東京駅より「かしま号」で「鹿島製鉄所」下車
- 羽田空港より鹿島神宮駅行きで「鹿島製鉄所」下車
- 東京テレポート駅・東京ディズニーリゾート・海浜幕張駅より鹿島神宮駅行きで「鹿島製鉄所」下車